# Bryum pallescens x pohlia crudoides var revolvens
Bryum pallescens x pohlia crudoides var revolvens là một loài rêu trong họ Bryaceae. Loài này được Ochi mô tả khoa học đầu tiên năm 1961.